# نئورگولین ۲
نئورگولین ۲ (انگلیسی: Neuregulin 2) نام پروتئینی است که در انسان توسط ژن «NRG2» کُد می‌شود.
این مولکول از طریق فعل‌وانفعال با گیرنده‌های خانوادهٔ ErbB، موجب رشد و تمایز سلول‌های اپی‌تلیال، عصبی، گلیال و چندین نوع سلول دیگر می‌شود.
این ژن ۱۲ اگزون دارد و ساختار ژنومی‌اش مشابه نئورگولین ۱ است و در نزدیکی ژنِ مسئول بیماری شارکو-ماری-توث قرار دارد. نسخه‌های رونویسی متفاوتی برای این ژن وجود دارد که ایزوفرم‌های پروتئینی متفاوتی را ایجاد می‌کند.